# Aphidius ervi
Aphidius ervi es una pequeña avispilla parasitoide de varias especies de pulgones entre los que destacan Macrosiphum euphorbiae (pulgón verde de la patata, berenjena, tomate, etc.), Aulacorthum solani (pulgón de la patata) y otros pulgones en cultivos de berenjena, fresa, gerbera, judía, pimiento, rosal y otras especies cultivadas y silvestres.
Se utiliza en programas de control biológico de áfidos en diversos cultivos.